# Andrew Starykowicz
Andrew Starykowicz, né le 14 avril 1982 à Long Grove dans l'Illinois, est un triathlète professionnel américain, multiple vainqueur sur triathlon Ironman ou Ironman 70.3.

## Palmarès
Le tableau présente les résultats les plus significatifs (podium) obtenus sur le circuit international de triathlon depuis 2011,.
| Année | Compétition              | Pays             | Position          | Temps           |
| ----- | ------------------------ | ---------------- | ----------------- | --------------- |
| 2022  | Clash Watkins Glen       | États-Unis       | Médaille d'or     | 3 h 29 min 11 s |
| 2021  | Rev3 Williamsburg        | États-Unis       | Médaille d'or     | 3 h 39 min 13 s |
| 2019  | Ironman 70.3 Waco        | États-Unis       | Médaille d'argent | 3 h 51 min 44 s |
| 2019  | Ironman Nouvelle-Zélande | Nouvelle-Zélande | Médaille d'argent | 8 h 7 min 32 s  |
| 2019  | Ironman 70.3 Steelhead   | Canada           | Médaille d'or     | 3 h 47 min 10 s |
| 2019  | Ironman 70.3 Texas       | États-Unis       | Médaille d'or     | 3 h 43 min 26 s |
| 2018  | Ironman 70.3 Steelhead   | Canada           | Médaille d'argent | 3 h 51 min 40 s |
| 2018  | Ironman 70.3 Monterrey   | Mexique          | Médaille d'argent | 3 h 41 min 58 s |
| 2018  | Ironman 70.3 Chattanooga | États-Unis       | Médaille d'or     | 3 h 46 min 28 s |
| 2018  | Ironman 70.3 Waco        | États-Unis       | Médaille d'or     | 3 h 21 min 40 s |
| 2017  | Ironman 70.3 Steelhead   | Canada           | Médaille d'or     | 3 h 46 min 57 s |
| 2017  | Ironman Louiville        | États-Unis       | Médaille d'or     | 8 h 10 min 11 s |
| 2016  | Ironman 70.3 New Orleans | États-Unis       | Médaille d'or     | 3 h 46 min 52 s |
| 2014  | Ironman 70.3 Eagleman    | États-Unis       | Médaille d'or     | 3 h 47 min 27 s |
| 2014  | Ironman 70.3 San Juan    | Porto Rico       | Médaille d'or     | 3 h 53 min 30 s |
| 2013  | Ironman 70.3 Muncie      | États-Unis       | Médaille d'or     | 3 h 46 min 45 s |
| 2013  | Ironman 70.3 San Juan    | Porto Rico       | Médaille d'or     | 3 h 50 min 12 s |
| 2013  | Ironman Floride          | États-Unis       | Médaille d'argent | 7 h 55 min 22 s |
| 2012  | Ironman Floride          | États-Unis       | Médaille d'or     | 8 h 6 min 17 s  |
| 2012  | Rev3 Caroline du Sud     | États-Unis       | Médaille d'or     | Timing          |
| 2011  | Rev3 Caroline du Sud     | États-Unis       | Médaille d'or     | Timing          |
| 2011  | Rev3 Cedar Point         | États-Unis       | Médaille d'or     | Timing          |